# Maurits Cornelis van Esk, gevangen in dromen
Maurits Cornelis van Esk, gevangen in dromen (Frans: Julius Corentin Acquefacques, prisonnier des rêves) is een Franse stripreeks van tekenaar en scenarist Marc-Antoine Mathieu. De hoofdpersoon van deze reeks, Maurits Cornelis van Esk, is een ambtenaar die werkt op het Ministerie van Humor. Hem overkomen een aantal vervreemdende avonturen die zich afspelen tussen droom en werkelijkheid. 

## Publicatie
De reeks werd oorspronkelijk vanaf 1990 in Frankrijk uitgegeven door Delcourt. De Nederlandse vertalingen verschijnen pas vanaf 2019 en worden uitgegeven door stripuitgeverij Sherpa.

### Albums
| Nummer | Titel               | Jaar | Nederlandse titel (jaar) |
| ------ | ------------------- | ---- | ------------------------ |
| 1      | L'Origine           | 1990 | De oorsprong (2019)      |
| 2      | La Qu...            | 1991 | Wachten op K... (2020)   |
| 3      | Le Processus        | 1993 | Het proces (2022)        |
| 4      | Le début de la fin  | 1995 |                          |
| 5      | La 2,333e Dimension | 2004 |                          |
| 6      | Le Décalage         | 2013 |                          |
| 7      | L'Hyperrêve         | 2020 |                          |